# Belfegors primtal
Belfegors primtal er primtallet 1.000.000.000.000.066.600.000.000.000.001.
Navnet Belfegor henviser til én af de syv dødssynder I helvede. Primtallet indeholder i midten dyrets tal 666. Det omgives på hver side af tretten nuller, hvilket også er et tal, som forbindes med stor overtro.
Det første tal, som indeholder dyrets tal, der også er både primtal og palindrom, er 16661. Det næste i rækkefølgen er netop Belfegors primtal. Den amerikanske ingeniør og matematiker Harvey Dubner har regnet ud, at de følgende tal i talrækken har følgende antal nuller før og efter dyrets tal: 42, 506, 608, 2472 og 2623.

## Kuriosum
Tallet er i base 10 (titalssystemet) et palindromprimtal, det vil sige et primtal, som har samme værdi, uanset om man læser det forfra eller bagfra.